# قصر المؤتمرات بتونس
قصر المؤتمرات بتونس  (بالفرنسية: Palais des congrès de Tunis)‏ هو مركز مؤتمرات يقع في شارع محمد الخامس في تونس العاصمة (تونس).

## التاريخ
شيد هذا المركز في 1969 على يد المهندس ديل موناكو، في نفس وقت تشييد فندق المؤتمرات (حاليا نزل لايكو تونس) الذي أشرف عليه أوليفييه كليمون كاكوب. 

تم تجديده وتوسيعه في 1994 من قبل المهندسين وسيم بن محمود وطارق بن ميلاد. 

بين أواخر 2018 وبداية 2019، شهد قصر المؤتمرات أشغالا شاملة وتجديدا واسعا بمناسبة استضافته أعمال القمة العربية 2019.

## المكونات
يتكون قصر المؤتمرات من:
- قاعة الاجتماعات الكبرى.
- قاعتين فرعيتين.
- قاعة تشريفات.
- جناح رئاسي (مكتب خاص بالرئيس كان يستعمله زين العابدين بن علي وقاعة خاصة).

## الأحداث المنظمة
ينظم في قصر المؤتمرات بتونس عدة أحداث وهي:

### الدورية
- اجتماعات ومؤتمرات الأحزاب السياسية التونسية والمنظمات والجمعيات.
- المركز الإعلامي للهيئة العليا المستقلة للانتخابات أثناء الانتخابات (منذ 2011).
- حفل توزيع الجوائز الأدبية الكومار الذهبي (منذ 2016).

### السابقة
- 1994: القمة الثانية والثلاثون لمنظمة الوحدة الأفريقية.
- 2004: القمة العربية لجامعة الدول العربية.
- 2010: القمة الثالثة لمنظمة المرأة العربية.
- 2016: مؤتمر تونس 2020.
- 2019: القمة العربية الثلاثون لجامعة الدول العربية.

## مقالات ذات صلة
- قصر المعارض بالكرم